# Vii

Una Vii.

Vii es una consola de videojuegos lanzado en China en 2007 por una compañía llamada KenSingTon, y es una imitación explícita de Wii. La consola se vende por 1.280 yuanes, esto es, alrededor de 170 dólares norteamericanos, 119 euros u 83 libras esterlinas.
La palanca de mando del Vii también es un plagio al diseño del Control Remoto Wii, pero es más pequeña en tamaño. Cuenta con detección de movimiento, pero no tiene la capacidad de señalar como el Control Remoto Wii. Vii también tiene una serie de modelos en distintos colores, ya que está disponible en los blanco, azul claro y rosa.
Un nuevo diseño de la consola, coloquialmente llamado el "Vii 2" por blogueros, posee características remodeladas en sus controladores y un diseño que recuerda a la consola Nintendo Entertainment System y a la PlayStation 3, así como soporte para los televisores PAL y NTSC. Incluye una ranura de cartuchos y un cartucho titulado 7in1.